# Niels Hammer
Niels Hammer (født ukendt år i København) var en dansk skolemand. Han var søn af professor Claus Hammer. 
Han blev student 1587, tog magistergraden 1593 og fik det kongelige rejsestipendium, rejste i Frankrig og Skotland, men forfaldt til drik og vendte tilbage, førend stipendietiden var udløben, hvorfor resten af stipendiet blev ham frataget. Der indløb imidlertid så store fordringer på ham både fra udlandet og fra københavnske værtshusholdere, at han 1597 blev erklæret for ære- og fredløs. Ved et kongebrev 1602 fik han dog sin ære og fred igen, og universitetets professorer var derefter samvittighedsløse nok til at pånøde den fynske biskop Jacob Madsen ham som rektor i Odense 1603. Men allerede i de første 6 uger fortærede han med gode Venner, især hørere og disciple af øverste klasse, 531 kander øl, til enkelte tider indtil 32 kander om dagen. Da han fortsatte sine udskejelser, blev han efter gentagne advarsler endelig afsat 1606. Herefter rejste han til Tyge Brahes børn i Bøhmen. Hans senere skæbne kendes ikke, men han står som et mærkeligt eksempel på, hvad man kunde byde sin øvrighed endnu i Christian IV's regeringstid.